# Кастельйон (аеропорт)
Аеропорт Кастельйон — Коста-Азахар (ісп. Aeropuerto de Castellón, кат. Aeroport de Castelló), (IATA: CDT, ICAO: LECH) — аеропорт, що обслуговує місто Кастельон-де-ла-Плана (за 40 км NE), також поруч розташовані Віланова-д'Алколеа, Бенльйок та Кабанес, Іспанія.
Офіційно відкрито 25 березня 2011. Було сертифіковано та відкрито для польотів 10 грудня 2014. Перший комерційний рейс до аеропорту відбувся 15 вересня 2015.  Кошторисна вартість будівництва  €150 млн,

## Авіалінії та напрямки, січень 2023
| Авіакомпанія | Пункт призначення                     |
| ------------ | ------------------------------------- |
| Iberia       | Мадрид Сезонний:Севілья               |
| Ryanair      | Дублін, Лондон–Станстед, Шарлеруа     |
| Volotea      | Сезонний: Більбао                     |
| Wizz Air     | Бухарест Сезонний: Будапешт, Катовиці |

## Статистика
Див. джерело запитів Вікіданих та джерела.